# Kūh-e Şafā'īyeh
Kūh-e Şafā'īyeh (persiska: Kūh-e Şafā’īyeh) är en kulle i Iran.   Den ligger i provinsen Teheran, i den centrala delen av landet, i huvudstaden Teheran. Toppen på Kūh-e Şafā'īyeh är 1 122 meter över havet.
Terrängen runt Kūh-e Şafā'īyeh är platt åt sydväst, men åt nordost är den kuperad. Runt Kūh-e Şafā'īyeh är det tätbefolkat, med 397 invånare per kvadratkilometer. Närmaste större samhälle är Teheran, 10,2 km norr om Kūh-e Şafā'īyeh. Trakten runt Kūh-e Şafā'īyeh består i huvudsak av gräsmarker.